# Bahnhof Hulst

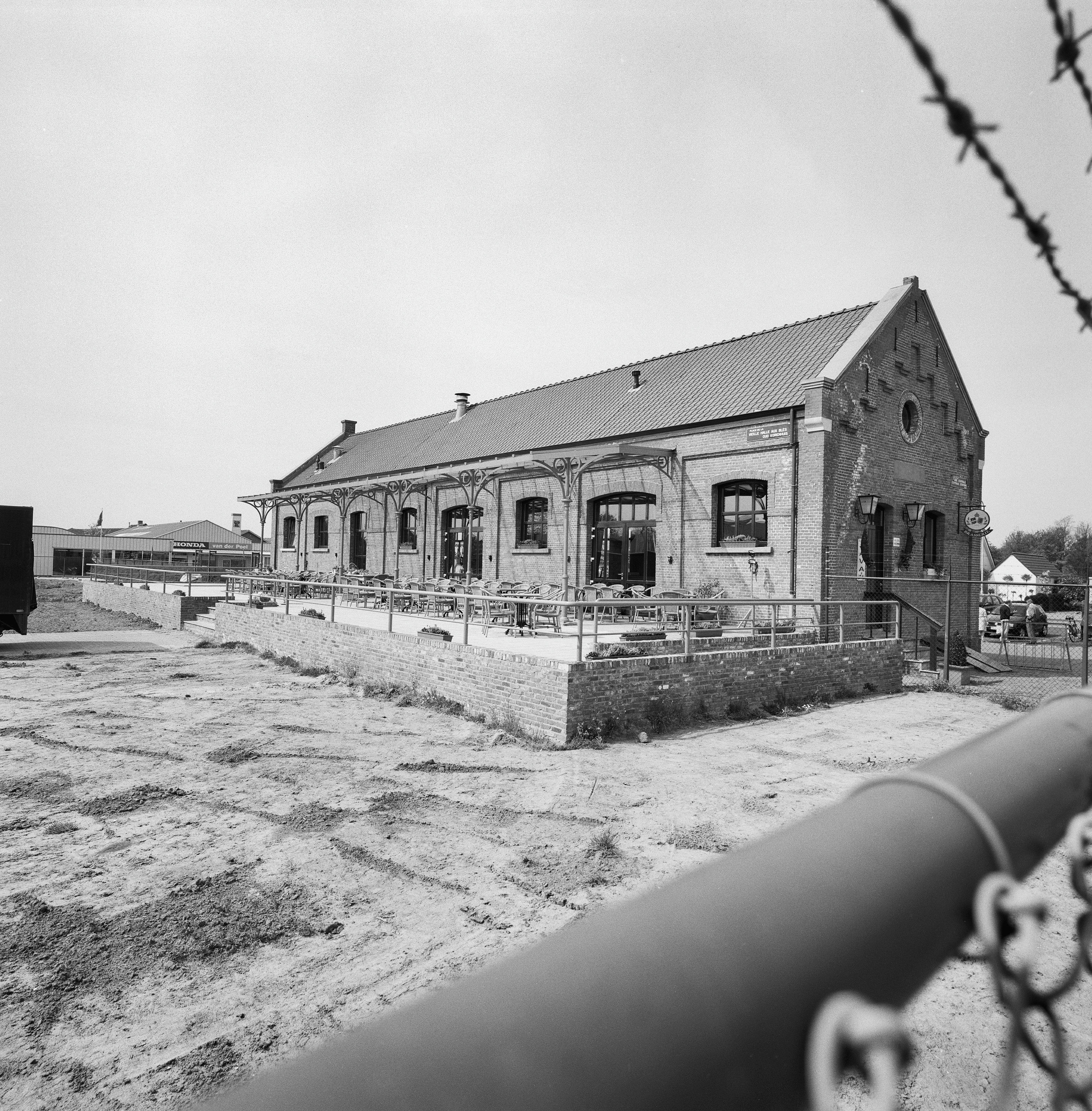
Ehemalige Güterhalle 2002

Der Bahnhof Hulst (Hul) ist der ehemalige Bahnhof der Gemeinde Hulst in der niederländischen Provinz Zeeland. Er war Haltepunkt der Bahnstrecke 54, die von Terneuzen in die belgische Stadt Mechelen führte.
Das ursprüngliche Bahnhofsgebäude wurde 1871 von der Chemin de fer International de Malines à Terneuzen errichtet und mit Inbetriebnahme der Strecke am 27. August 1871 eröffnet. Standort war die westliche Seite einer platzartigen Erweiterung unmittelbar am südwestlichen Ausgang der von einem Wassergraben umgebenen Altstadt, dem heutigen „Stationsplein“. Das Empfangsgebäude bestand aus einem zweistöckigen zentralen, giebelständigen Satteldachbau und zwei niedrigeren flankierenden Flügeln.
Mit der Stilllegung der Strecke im Oktober 1951 wurde von Hulst aus nur mehr eine Verbindung nach Sint-Niklaas aufrechterhalten. Am 18. Mai 1952 wurde der Bahnhof für Reisende gänzlich geschlossen. 1960 wurde das Bahnhofsgebäude abgerissen und durch ein Dienstgebäude der Niederländischen Eisenbahnen ersetzt, das inzwischen ebenfalls abgerissen wurde.
Von den früheren Bahnhofsbauten sind nur mehr zwei Gruppen von Lagergebäuden erhalten, darunter die ehemalige Güterhalle, die heute als Restaurant genutzt wird: ein sehr nüchtern ausgeführter roter Backsteinbau mit lisenengegliederter Giebelseite.
Sie wurden während des landesweiten Projektes zur Inventarisierung von Denkmälern (MIP) als verbliebene Reste des Bahnhofs und wegen ihrer prägenden Bedeutung für die übrige Bebauung des Bahnhofsquartiers als historisch wertvolle Gebäude eingestuft.